# Либертарианская, Прямая, Демократическая
Либертарианская, Прямая, Демократическая (нидерл. Libertair, Direct, Democratisch; LDD) — консервативно-либеральная, либертарианская, правая популистская фламандская политическая партия в Бельгии.
Партия удивила обозревателей, получив пять мест в Палате и одно место в Сенате в 2007 году, а также восемь мест на выборах во Фламандский парламент в 2009 году. После выборов 2010 года у партии осталось только одно федеральное место. Партия, ранее известная как Лист Дедекер, приняла свое нынешнее название 22 января 2011 года.
С 2011 по 2014 год депутат Европарламента от LDD Дерк Ян Эппинк работал в фракции европейских консерваторов и реформистов (ЕКР) в Европейском парламенте.

## История
Партия была основана в январе 2007 года сенатором Жан-Мари Дедекером под названием Лист Дедекер (Lijst Dedeckerо файле; 'LDD'). Дедекер покинул Новый фламандский альянс, чтобы основать LDD после того, как аналитический центр Cassandra в 2006 году постановил, что во фламандском сообществе есть место для правого консервативно-либерального движения, заявившего о необходимости «партии здравого смысла».
Федеральные выборы 2007 года стали первыми выборами, на которые выдвинул свою кандидатуру Лейст Дедекер. Они достигли 5%-ного порога парламентского представительства, несмотря на то, что все предвыборные опросы не давали партии никаких шансов.
На федеральных выборах 2007 года партия получила 5 мест в Палате представителей и 1 место в Сенате. На фламандских и европейских выборах 2009 года Лейст Дедекер получил разочаровывающие 8 мест во фламандском парламенте и 1 место в Европейском парламенте, несмотря на предвыборные опросы, которые показали, что Лейст Дедекер получил большую долю голосов. 25 июня один из членов фракции LDD перешел к Открытым фламандским либералам и демократам, оставив фракцию LDD с 7 оставшимися местами.
После федеральных выборов 2010 года LDD вернула одного представителя в Палату представителей.
На федеральных выборах 2014 года LDD получила 0,4 % голосов, не вернув своих представителей.

## Идеология
В основе экономической программы партии лежат, главным образом, свободная рыночная экономика, пропорциональное налогообложение, реформа системы пособий по безработице и социального обеспечения, а также борьба с расточительством и коррупцией.
Кроме того, LDD выступает за проведение имеющего обязательную силу референдума, отмену барьеров для новых политических партий в Бельгии и более жесткий подход в борьбе с преступностью. Партия также стремится к более независимой Фландрии. LDD повсеместно считается либеральной по социальным вопросам, несмотря на сильное традиционное консервативное крыло. Партия занимает евроскептическую позицию по отношению к Европейскому союзу.
На европейском уровне партия объединилась с умеренными евроскептиками, такими как Британская консервативная партия, чешские гражданские демократы и польское Право и справедливость, и входит в группу европейских консерваторов и реформистов в Европейском парламенте. Первоначально ожидалось, что LDD присоединится к Европейской партии либерал-демократов и реформ (ELDR) после открытого приглашения председателя ELDR Аннеми Нейтс. Перед тем, как присоединиться к группе ECR, LDD также ненадолго обхаживала общеевропейское движение Либертас Деклана Гэнли.
LDD выступает против санитарного кордона, который используется для удержания ультраправой сепаратистской партии Фламандский интерес от власти, утверждая, что он безуспешен и недемократичен. Некоторые критики даже утверждают, что успех LDD на выборах препятствовал дальнейшему росту Фламандского интереса из-за привлечения правых или протестных голосов, которые в противном случае достались бы этой партии.
В определенный момент в 2008 году LDD также искала политическое совместное предприятие в Валлонии с либеральным экономистом Руди Аэрноудтом в качестве партнера в этом начинании. В 2010 году были проведены переговоры о политическом сотрудничестве с Народной партией Мишаэля Модрикамена, соучредителем которой стал Аэрноудт, но без ощутимого результата.

## Представление
В настоящее время партия не представлена ни в одном бельгийском парламенте, ни в Европейском парламенте.

## Результаты выборов

### Федеральный парламент
| Палата представителей (Kamer van Volksvertegenwoordigers) |                       |                           |                           |                            |                                              |             |               |
| Год выборов                                               | # общее число голосов | % от общего числа голосов | % голосов языковой группы | Количество выигранных мест | Количество выигранных мест в языковой группе | +/-         | Правительство |
| 2007                                                      | 268 648               | 4,0                       | (#5)                      | 5 из 150                   | 5 из 88                                      | в оппозиции |               |
| 2010                                                      | 150 577               | 2,3                       | (#7)                      | 1 из 150                   | 1 из 88                                      | в оппозиции |               |

| Сенат (Senaat) |                       |                           |                           |                            |                                              |     |
| Год выборов    | # общее число голосов | % от общего числа голосов | % голосов языковой группы | Количество выигранных мест | Количество выигранных мест в языковой группе | +/- |
| 2007           | 223 992               | 3,4                       |                           | 1 из 40                    | 1 из 25                                      |     |
| 2010           | 130 777               | 2,0                       |                           | 0 из 40                    | 0 из 25                                      | ▼ 1 |

### Региональные парламенты

#### Парламент Брюсселя
| Год выборов | # общее число голосов | % от общего числа голосов | % голосов языковой группы | Количество выигранных мест | Количество выигранных мест в языковой группе | +/- | Правительство |
| ----------- | --------------------- | ------------------------- | ------------------------- | -------------------------- | -------------------------------------------- | --- | ------------- |
| 2009        | 1957                  |                           | 3,8 (#7)                  | 0 из 89                    | 0 из 17                                      |     |               |

#### Фламандский парламент
| Год выборов | # общее число голосов | % от общего числа голосов | Количество выигранных мест | +/-         | Правительство |
| ----------- | --------------------- | ------------------------- | -------------------------- | ----------- | ------------- |
| 2009        | 313 176               | 7,6 (#6)                  | 8 из 124                   | в оппозиции |               |

### Европейский парламент
| Год выборов | # общее число голосов | % от общего числа голосов | % голосов коллегии выборщиков | Количество выигранных мест | Количество выигранных мест в коллегии выборщиков | +/- |
| ----------- | --------------------- | ------------------------- | ----------------------------- | -------------------------- | ------------------------------------------------ | --- |
| 2009        | 296 699               |                           | 7,3 (#7)                      | 1 из 22                    | 1 из 13                                          |     |